# Eosentomon torbongsi
Eosentomon torbongsi är en urinsektsart som beskrevs av Imadaté 1965. Eosentomon torbongsi ingår i släktet Eosentomon och familjen trakétrevfotingar. Inga underarter finns listade i Catalogue of Life.